# Seiho Awano
Seiho Awano (阿波野 青畝, Awano Seiho, Takatori, 10 de febrer de 1899-Nishinomiya, 22 de desembre de 1992), pseudònim de Toshio Hashimoto (橋本 敏雄, Hashimoto Toshio), va ser un poeta japonès, un dels principals exponents del haiku durant el període Shōwa.

## Biografia
Nascut a Takatori, a la prefectura de Nara. Va començar a escriure les primeres poesies quan estava a la secundària. Va ser deixeble de Kiyoshi Takahama a la dècada de 1910, i durant la següent dècada organitzà un grup de poetes anomenat Les Quatre S (aquest nom era perquè tots els seus noms de pila començaven per aquesta lletra), on van estar inclosos, a banda d'ell, els poetes Shūōshi Mizuhara, Seishi Yamaguchi i Sujū Takano. Tots ells van fer contribucions a la revista Hototogisu, la qual va viure la seva època de màxima esplendor gràcies a les oberes dels quatre components del grup. La sordesa que el va afectar des de jove va provocar sempre una ombra de solitud en els seus versos, hom afirma que transmetent un estat d'ànim de lamentació i humor reflectint els sentiments de persones normals i corrents.
Com a poeta va exercir una notable influència durant el període Shōwa, encara que la seva actitud sempre va ser de perfil baix, d'humilitat i modèstia. El seu estil era simple i directe, sense pretensions filosòfiques o fent una cerca de l'ànima, si bé habitualment utilitzat imatges prestades del budisme, presentades d'una manera pràctica i característica.
Va ser president de l'Associació de Poetes de Haiku i una figura important en el món del haiku a l'àrea de Kansai, juntament amb Seishi Yamaguchi i Sujū Takano. El 1929 va fundar la revista Katsuragi, la qual va presidir al llarg de la seva vida. També va acceptar nombroses vegades exercir com a jutge de concursos de haiku en ares de promoure aquesta composició. Al llarg de la seva vida va rebre diversos premis, entre els quals el Premi Dakotsu el 1973 i el Premi Nacional de Poesia el 1992.
Va morir el 1992 amb 93 anys a Nishinomiya, a la prefectura de Hyogo.